# Gran columna de Júpiter (Maguncia)

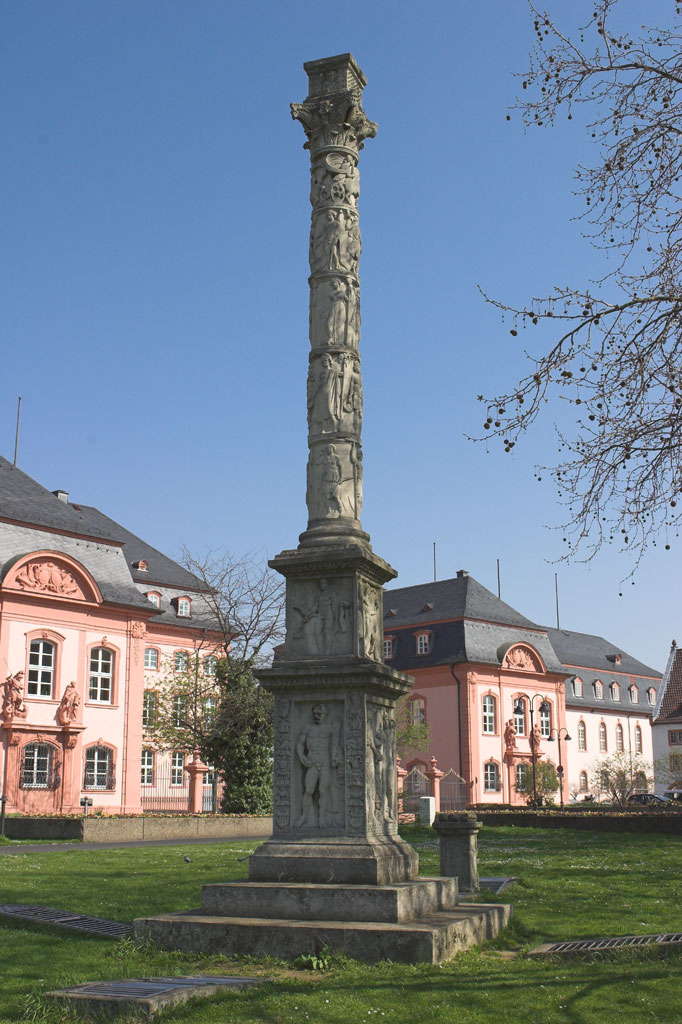
Gran columna de Júpiter en Maguncia (copia moderna) colocada delante del Deutschhaus.

La Gran columna de Júpiter (en alemán, Große Mainzer Jupitersäule) es un monumento cívico-religioso erigido en el trazado urbano de la ciudad romana de Mogontiacum (Maguncia, Alemania) en la segunda mitad del siglo I, en honor del dios supremo del Panteón romano Iuppiter Optimus Maximus.
Se trata del monumento más antiguo, mejor decorado y mayor dedicado a Júpiter en la zona del limes del Rhin. Por ello, sirvió de modelo para otras columnas votivas en las dos provincias germanas del Imperio Romano, la Germania Inferior y la Germania Superior.
Fue destruida en algún momento del siglo IV y redescubierta entre 1904 y 1905, depositándose sus restos y una reconstrucción en la galería lapidaria. del Museo del Land de Renania-Palatinado en Maguncia. Copias de este monumento se encuentran en la propia Maguncia, en Saalburg (Alemania), en el Musée d'archéologie nationale en Saint-Germain-en-Laye (Francia) y en el Museo de la Civilización Romana en Roma (Italia).

## Recuperación y reconstrucción

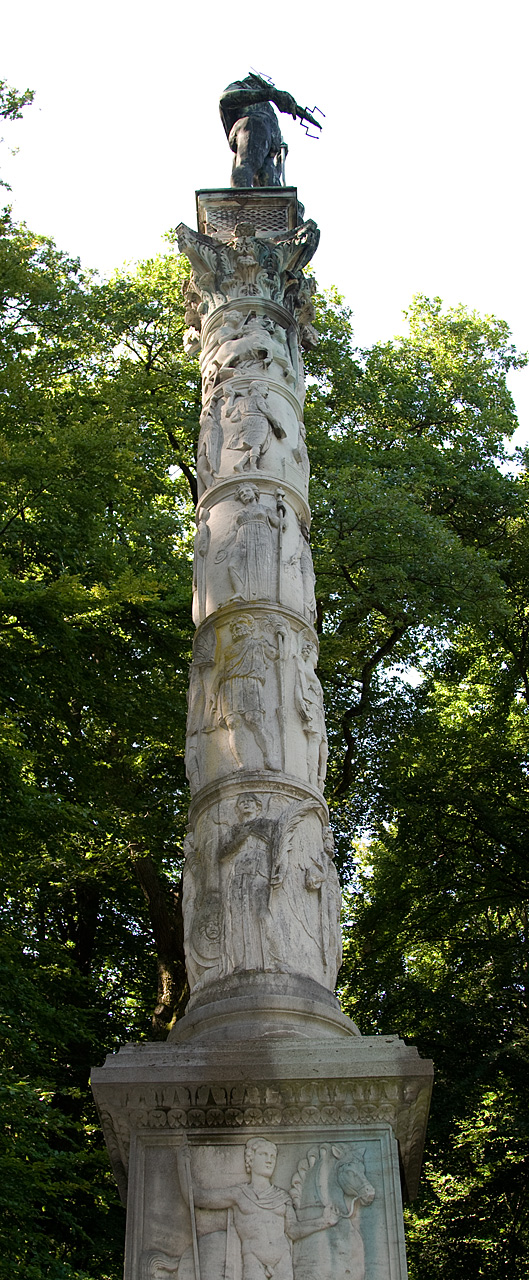
Detalle de la reproducción de la gran columna de Júpiter en Saalburg

En diciembre de 1904, el director del Römisch Germanisches Zentral Museum de Maguncia, Ludwig Lindenschmit "el Joven", descubrió en la tienda de un chatarrero algunos fragmentos de bronce, un pie con una sandalia, y también restos de un grupo de rayos, partes de la estatua monumental de Júpiter. Después, Lindenschmit, determinó que estos restos procedían del n.º 6 de la Soemmeringstrasse en nueva Maguncia. A principios de 1905, una excavación encontró los restos de la gran columna de Júpiter a dos metros de profundidad, formados por unos 2000 fragmentos de piedra tallada, que fueron inmediatamente registrados y preservados. La disposición de los fragmentos permitió en ese momento determinar que la columna había sido destruida de forma sistemática y planificada, y sus escombros cubiertos con tierra. Lindenschmit, conservador de gran reputación en la Europa de principios del siglo XX, realizó la reconstrucción del fuste de la columna a partir de esos restos, trabajo que se vio favorecido por las marcas de encaje conservadas, por la sucesión de los diferentes tambores y por su emplazamiento predefinido.

## Descripción
La Gran Columna de Júpiter tiene cuatro partes: un pedestal de piedra casi cúbico, un fuste de cinco tambores, también de piedra, cuyo diámetro se reduce progresivamente desde el inferior hasta el superior, un capitel, y la estatua monumental de Júpiter que lo culminaba. En él se representan 28 dioses del panteón celta y del panteón romano. El fuste está coronado por un capitel corintio que soportaba una estatua monumental de Júpiter. La columna medía 9,14 m, a los que se sumaban los 3,36 m de la estatua del padre de los dioses, alcanzando una altura total de 12,50 m. Como otros muchos monumentos de Mogontiacum, fue tallada en piedra caliza Keuper, en la cercana región de Verdún.

### Pedestal
Los dos bloques conservados del pedestal fueron, posiblemente, parte de una basa compuesta para la columna, aunque se desconoce cuál era su disposición. Las caras de la parte baja del pedestal estaban decoradas sucesivamente con:
- Júpiter de frente, representado con la barba tradicional y desnudo, llevando un rayo y acompañado por su animal totémico, el águila.
- Fortuna, diosa de la suerte portando como atributo el cuerno de la abundancia o cornucopia y a sus pies un timón, y Minerva con un lechuza símbolo de sabiduría.
- Mercurio, dios del comercio, perfectamente caracterizado por su casco alado y por su caduceo, y, probablemente, Salus, personificación femenina de la salud, representada con una serpiente enroscada.
- Hércules desnudo y solo, llevando sus atributos tradicionales, la maza y la piel del León de Nemea.

El segundo piso del pedestal estaba decorado con una efigie de Apolo, dios de la música y de las artes, acompañado por los dos Dioscuros. En esta zona estaba colocada la inscripción fundacional de la columna. Cada uno de los cuadros figurados del pedestal está enmarcado con una rica decoración a base de guirnaldas.

Pedestal
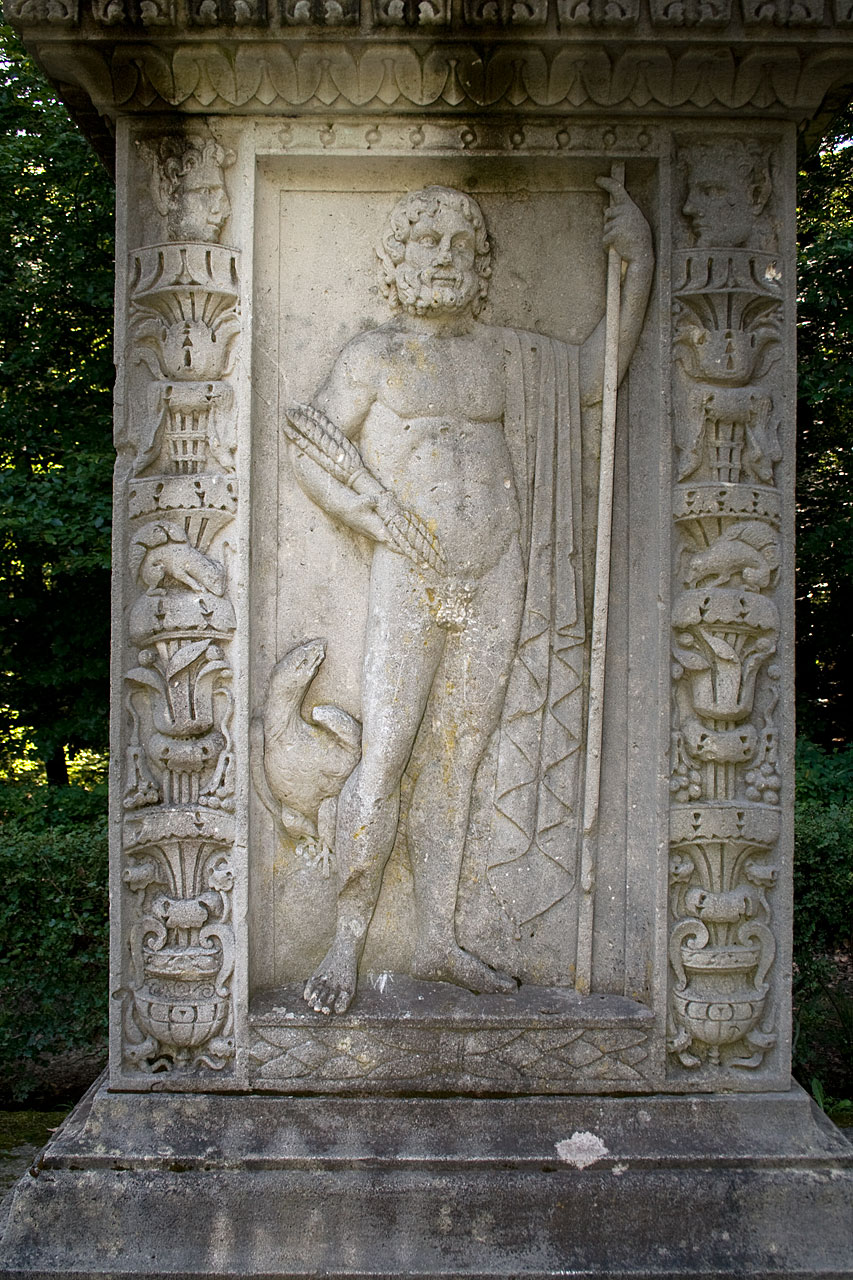
Júpiter
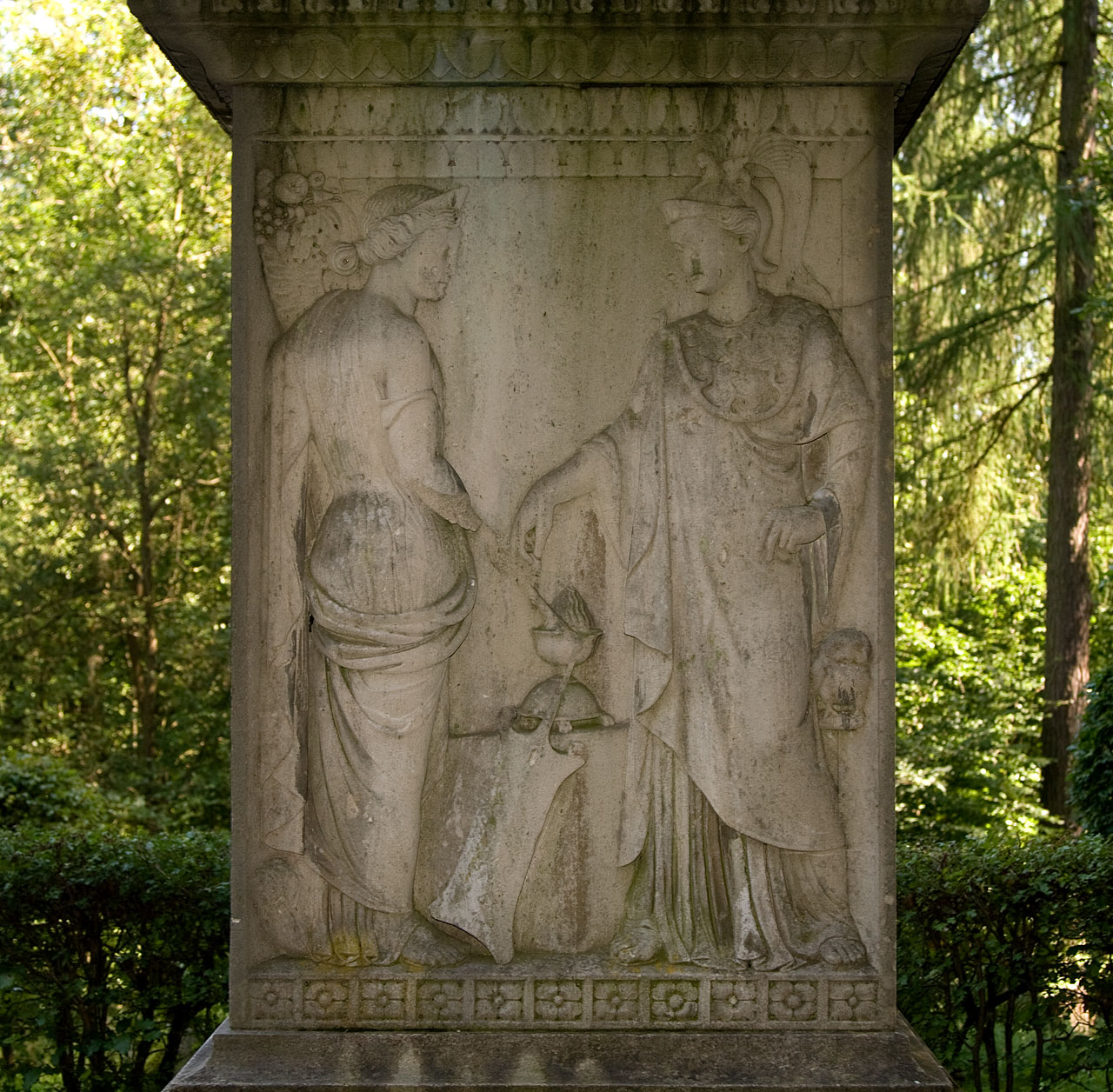
Fortuna y Minerva
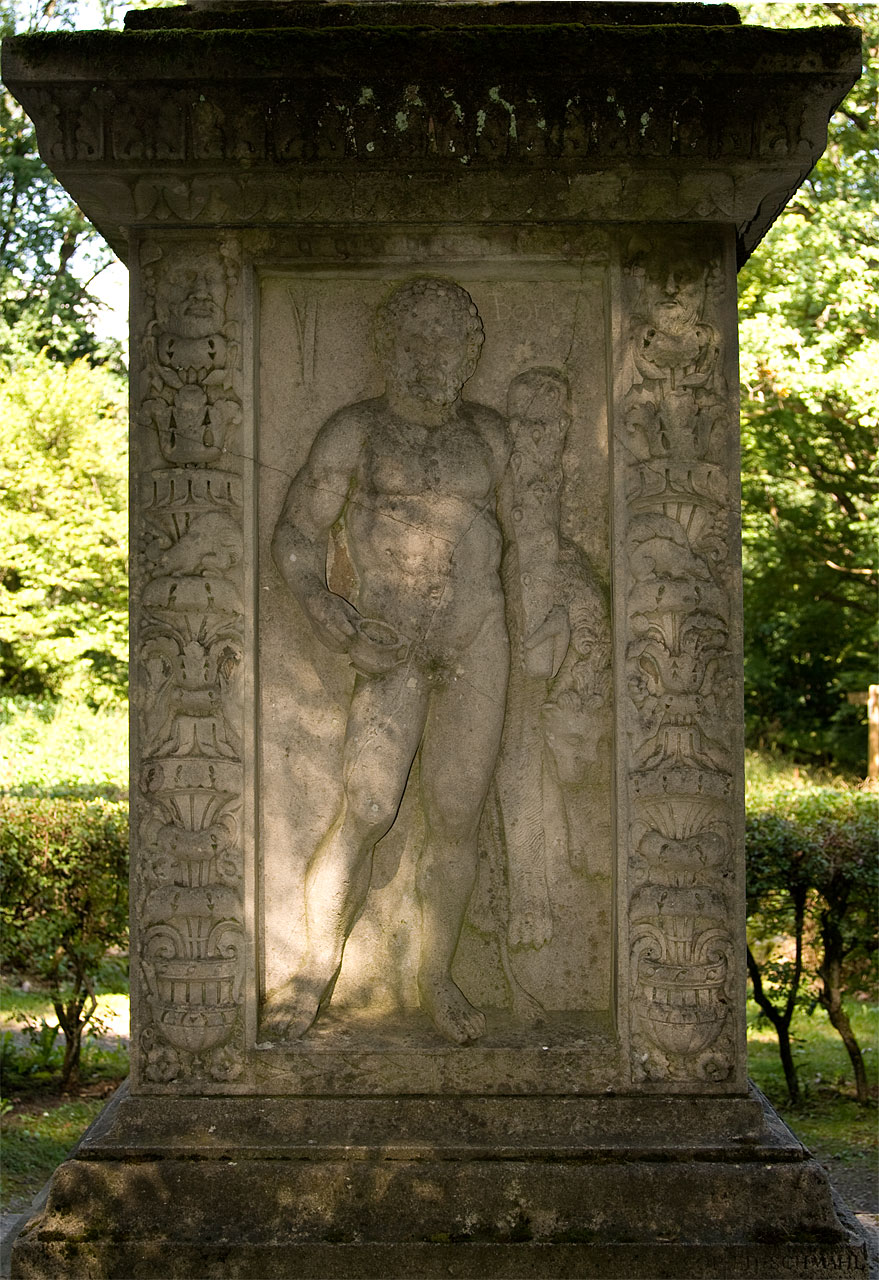
Hércules
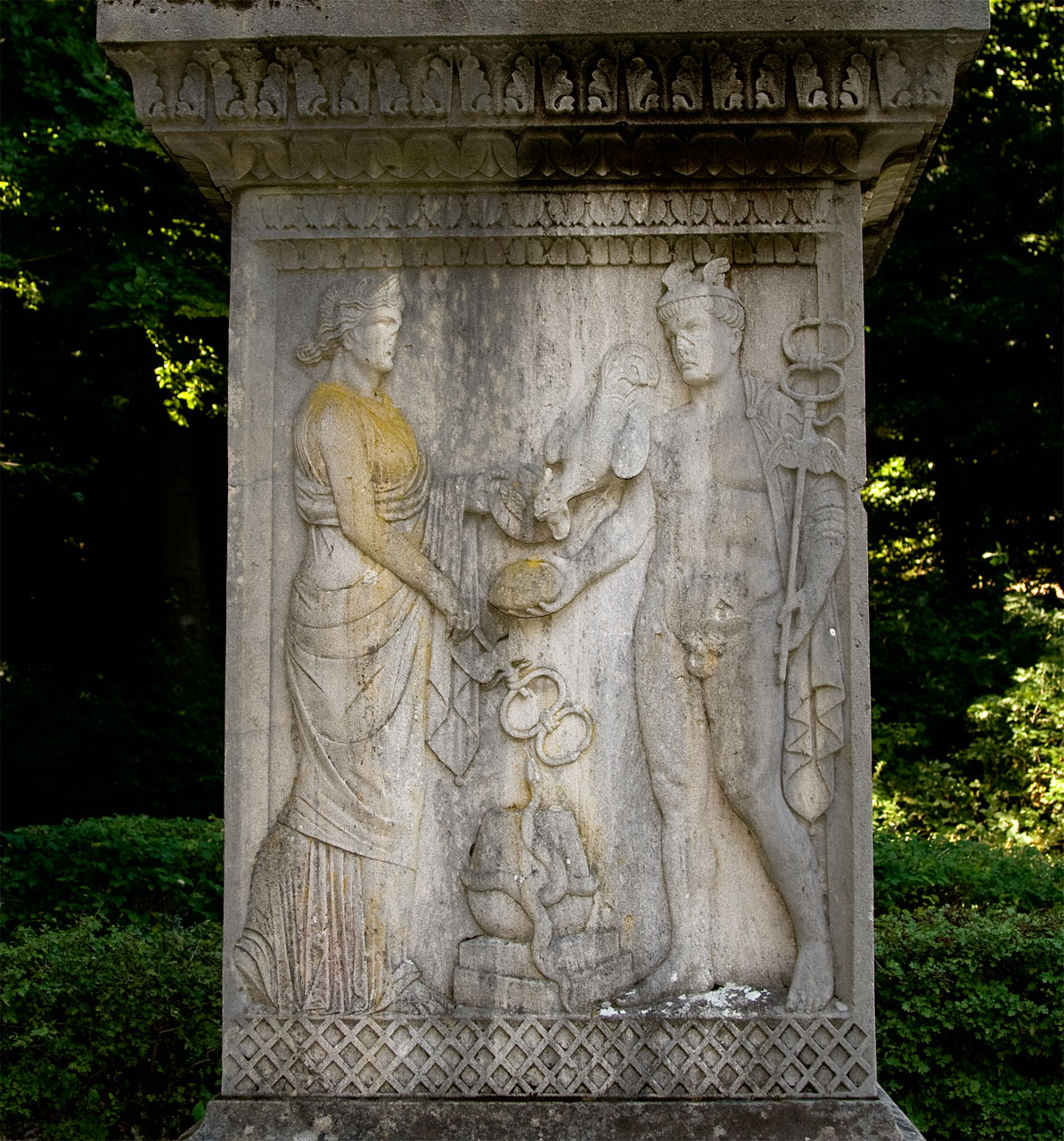
Salus y Mercurio

### Tambores de la columna
Los tambores de la columna están decorados con numerosos personajes, divinidades o personificaciones de virtudes o de la propia ciudad, aunque no todas las identificaciones son seguras. Empezando por la parte inferior, los motivos son los siguientes:
- Primer tambor, el dios Neptuno con un pequeño delfín, Diana, diosa de la caza, la Victoria con la palma de vencedora y el dios de la guerra Marte con coraza.
- Segundo tambor, aparecen dos personajes femeninos que pueden identificarse con la diosa Roma con una pátera de libación sobre un pequeño altar votivo, y Ceres, diosa de la vegetación, y también aparece Vulcano, dios de la forja, con su martillo en la mano, y tal vez Virtus, personificación de la fortaleza, llevando su espada. El segundo tambor está decorado con dioses con total certeza, apareciendo, tal vez, las personificaciones de la Paz, y de Aequitas, la justicia, Vesta, la diosa del fuego del hogar, y, por último, otra deidad femenina no identificada.
- Tercer tambor muestra una figura masculina que, muy posiblemente, es el Genius de Nerón, acompañado por Baco, dios del vino, y por los dioses Lares, divinidades protectoras del hogar y de los caminos en la religión romana.
- Cuarto y último tambor aparecen la diosa Luna conduciendo una biga, y el dios Sol sobre una cuadriga.

Tambores de la gran columna de Júpiter en Maguncia
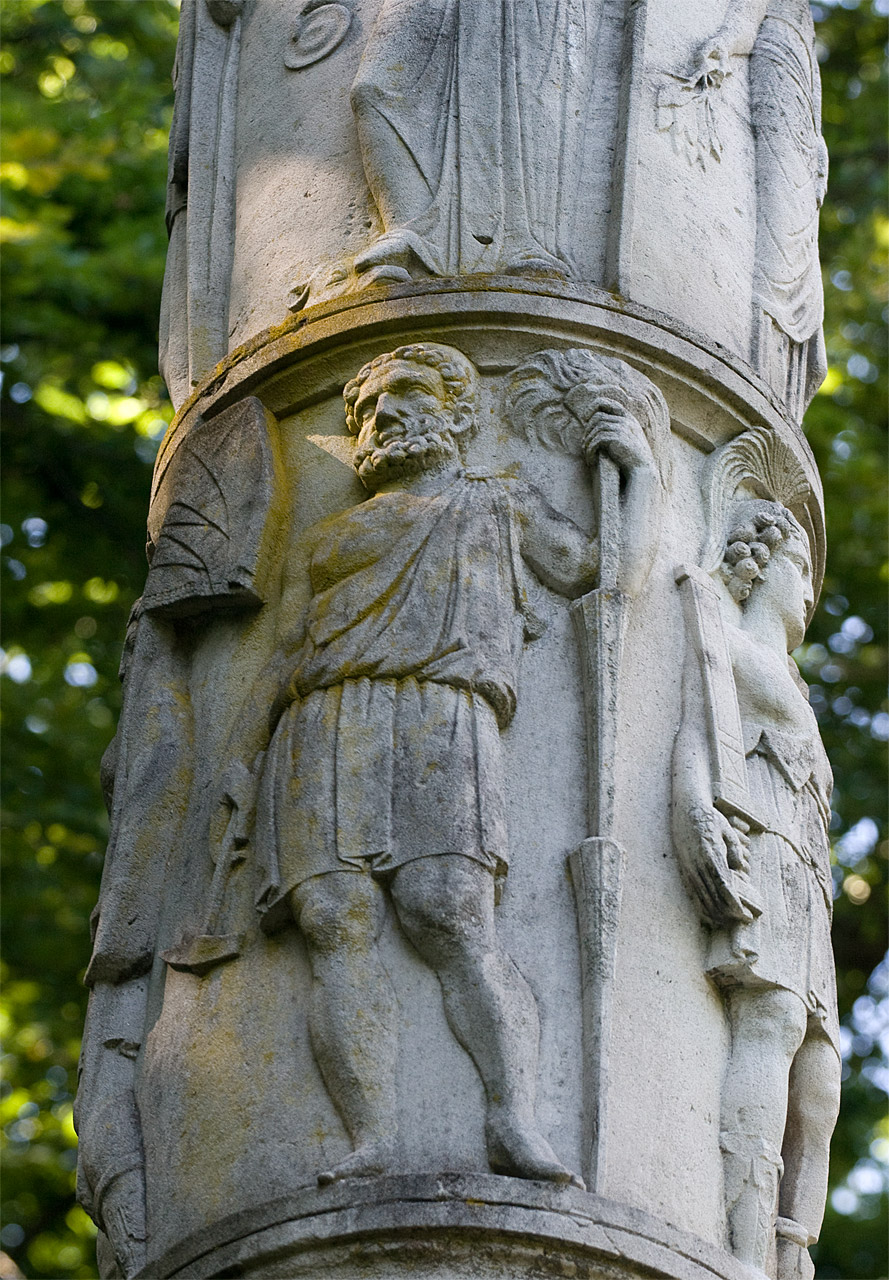
Vulcano
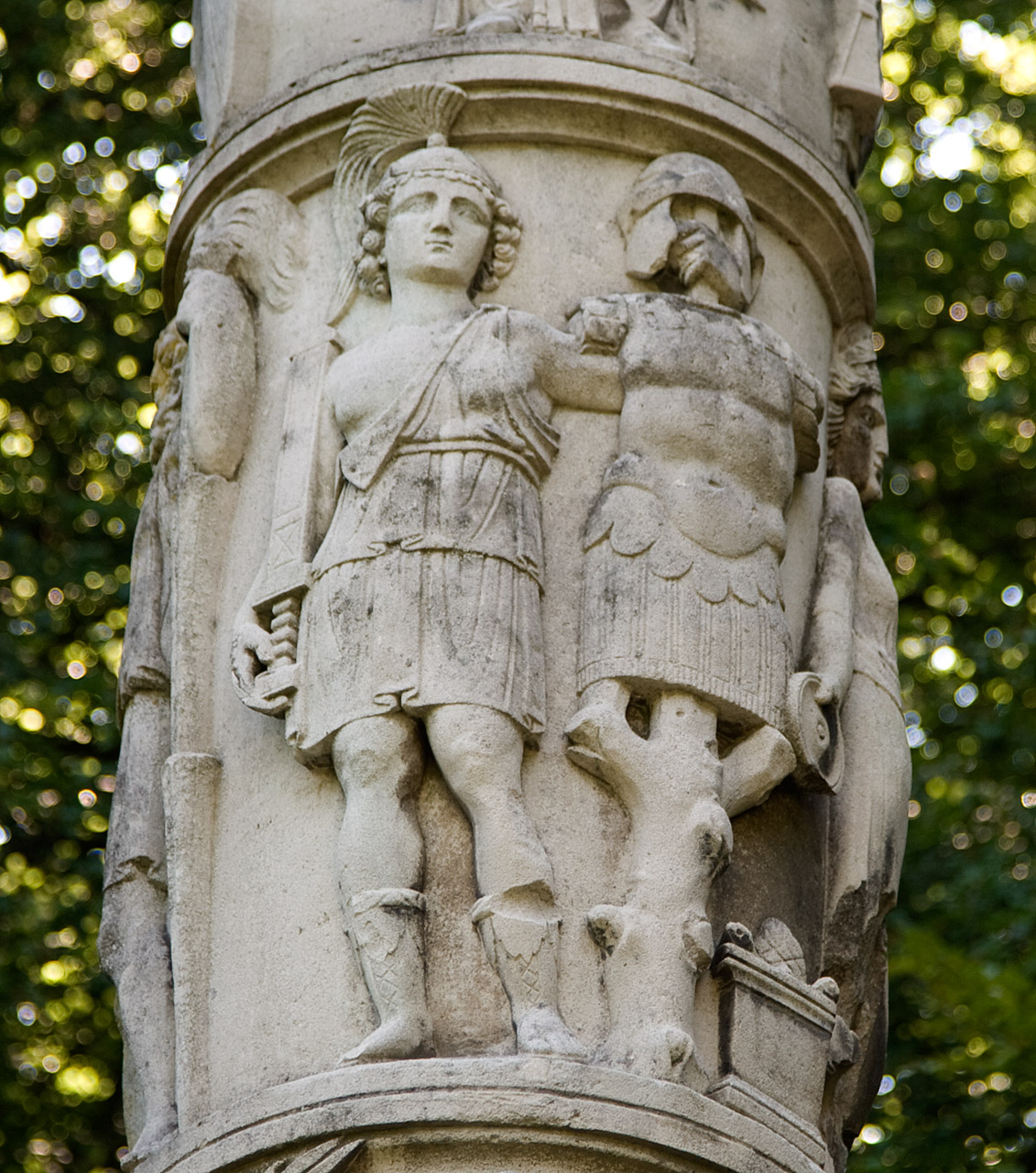
¿Virtus?, personificación de Tapferkeit
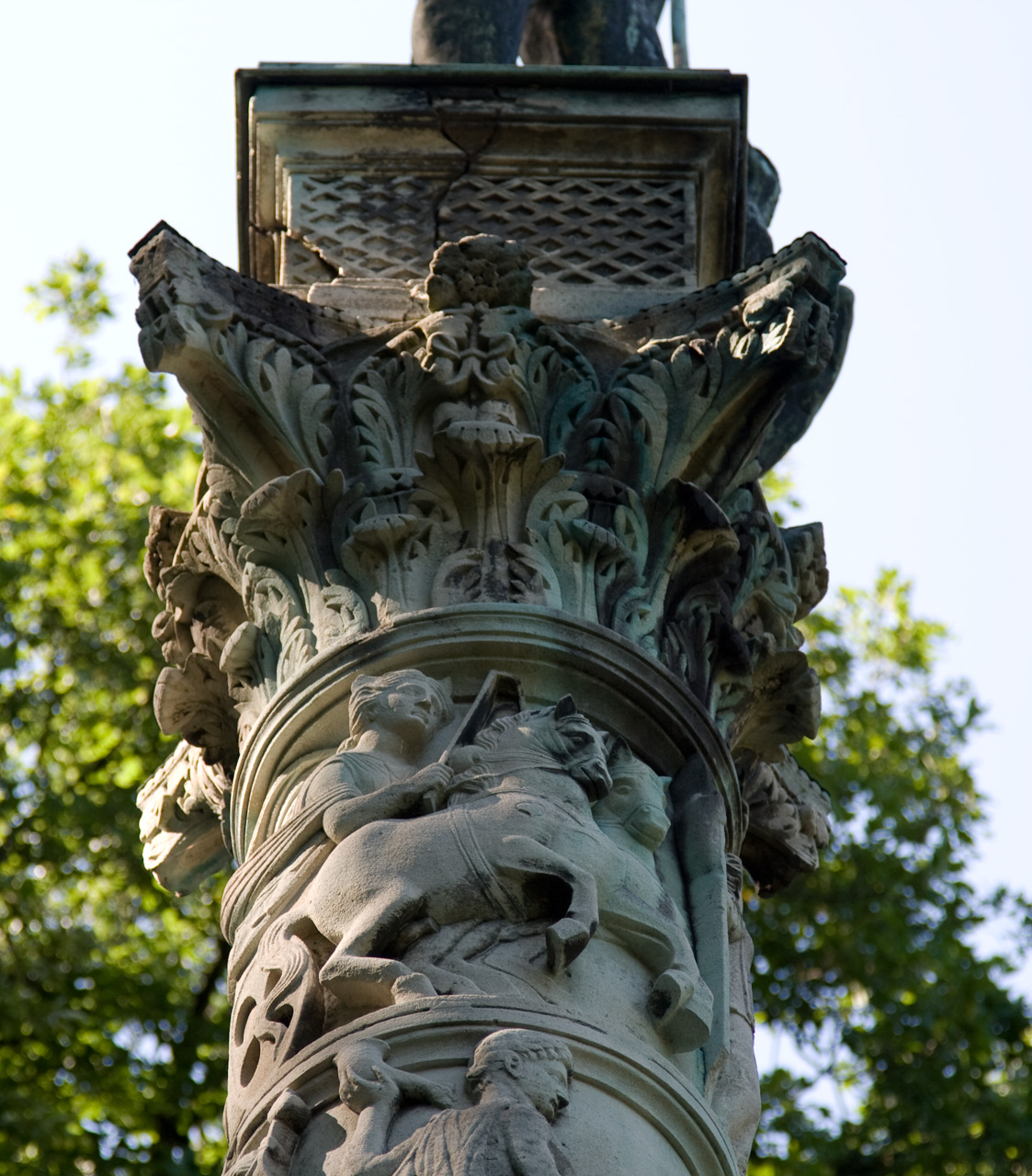
Capitel corintio
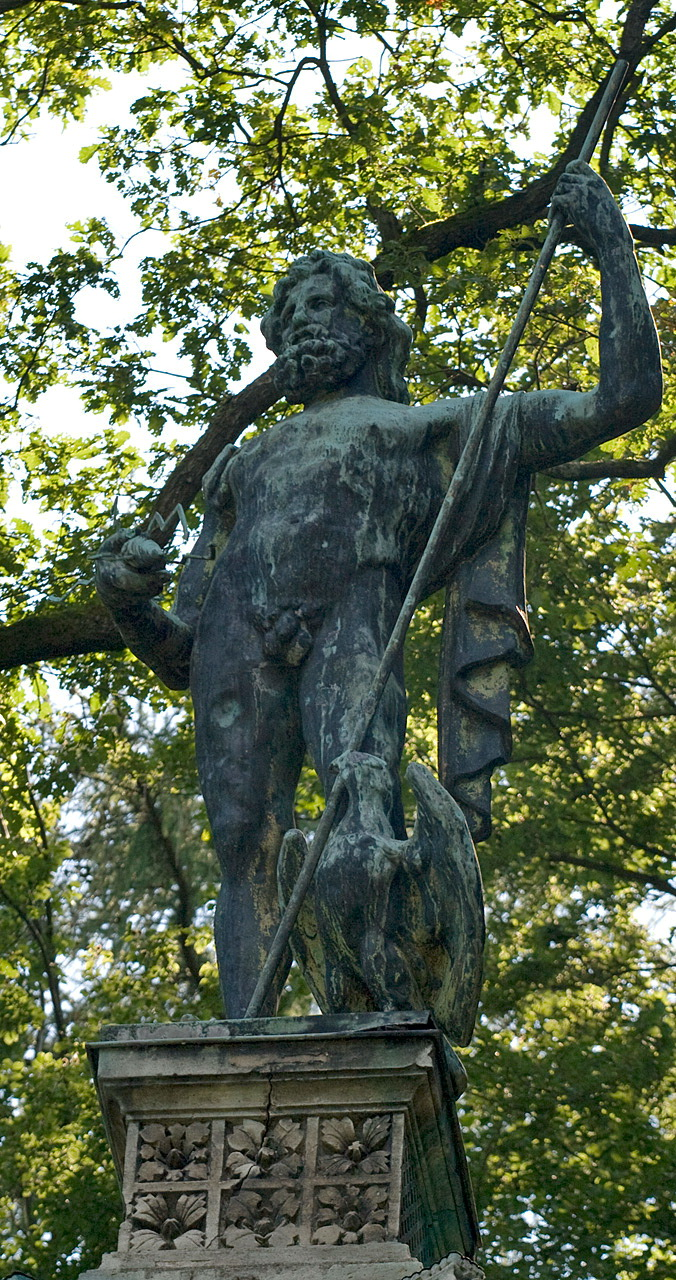
Reconstrucción de la estatua de Júpiter

### Capitel y última piedra
La columna culminaba con un magnífico capitel corintio, apoyado, como es normal, sobre el último tambor del fuste, ornamentado con las habituales dos filas superpuestas de hojas de acanto. Encima de este capitel, fue colocada una piedra en forma de pedestal decorado con motivos florales para servir de asiento a la estatua de Júpiter.

### Estatua de Júpiter
La culminación de esta obra monumental era una estatua de Júpiter realizada en bronce, de la que se conservan solamente unos pocos fragmento como su pie izquierdo calzado con sandalia, un dedo, una garra de águila o restos del tronco.
Estos restos permiten pensar en una estatua monumental de unos 3 m de altura, con el dios de pie o sedente, con sus atributos tradicionales, el águila y el rayo. Así mismo, los restos de la estatua permiten pensar que fue destruida violentamente al ser derribada y que buena parte del metal que la formaba fue refundido para otros usos, quedando solo unos pocos fragmentos que pasaron desapercibidos entre los escombros.

### Inscripción
A Júpiter Óptimo Máximo
por la salud de Nerón
Claudio César
Augusto Imperator,
los habitantes de la cannabae por acto público
siendo gobernador Publio
Sulpicio Escribonio Próculo,
a cargo y por cuenta de
Quinto Julio Prisco y
Quinto Julio Aucto.
I(ovi) O(ptimo) M(aximo),
PRO [sa]L(ute) [Nero-]
[nis] CLAV[d]I CAE-
SARIS AV[g](usti) IMP(eratoris)
CANABA[rii] PVBLICE

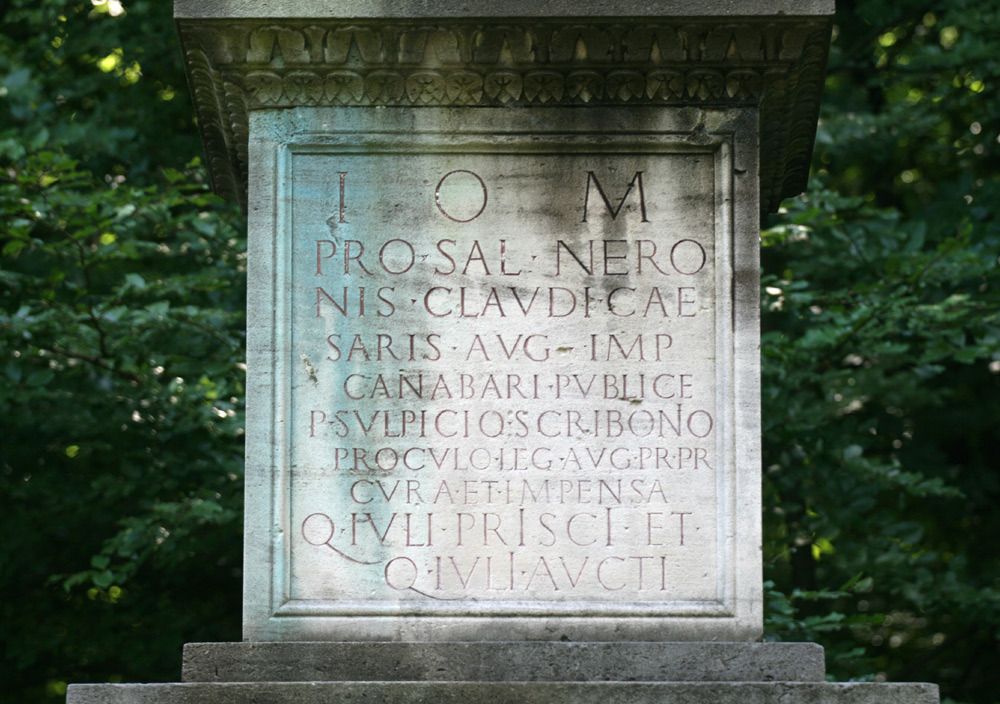
Reproducción de la inscripción dedicatoria de la Gran columna de Júpter en Nachbildung Saalburg (CIL XIII 11806)

P(ublio) SVLPICIO SCRIBONIO
PROCVLO LEG[ATO] AVG(usti) P[R(o) P]R(aetore)
CVRA ET IMPENSA
Q(uinti) IVLI PRISCI ET
Q(uinti) IVLI AVCTI
 CIL XIII 11806. Texto latino (Trad. Wikipedia)

## Personajes y situación histórica en la que fue erigida

Plano de la evolución de Mogontiacum entre los siglos I y V, con indicación de la situación de sus principales monumentos, entre otros, la Gran columna de Júpiter

La inscripción dedicatoria permite afirmar que la columna fue levantada entre los años 63 y 67 ya que Publius Sulpicius Proculus Escribonius fue legado de Germania Inferior en esos años y que en 67 fue obligado a suicidarse por Nerón como responsable de una intriga política.
El uso de fórmula pro salute Neronis puede relacionarse con alguno de los acontecimientos turbulentos del imperio de Nerón, bien la eliminación de su madre Agripina en marzo de 59 o la supresión de la Conjuración de Pisón en abril de 65, opción por la que se suelen inclinar los estudiosos de este monumento.
Este monumento, con sus 12,50 m de altura, fue uno de los más importantes de la antigua Mogontiacum y sirvió de modelo para otros monumentos de la misma tipología, conocidos con el nombre genérico de Columna de Júpiter, de los que se documentan, con diferentes variantes, 76 solo en las provincias germanas.
La población de Mogontiacum, a través del programa decorativo de la columna, demuestra que se había producido una romanización bastante rápida, ya que utiliza un modelo monumental itálico, con un programa decorativo que asume el panteón romano, aunque se aprecia un sincretismo entre divinidades galas y romanas. Además, la construcción de este monumento indica un especial interés de los habitantes de la cannaba del campamento de Mogontiacum por demostrar un alto grado de romanidad, que se traduce en la monumentalización de su ciudad, con la intención de que el emperador les otorgase un estatuto privilegiado de municipium civium romanorum; esto les permitiría transformarse en una verdadera civitas y autogobernarse, saliendo de la tutela del legado de la legión de guarnición en Maguncia.
Esta gran columna de Júpiter es el único monumento de arte romano-provincial de Mogontiacum, y en general de todas las Germaniae, del que se conocen con precisión su fecha de construcción y sus autores, ya que en una de las piedras de la base del monumento aparecen mencionados Samus -nombre celta- y Severus -nombre latino-, indicando que son hermanos, por lo que podemos deducir que se trata de artistas locales romanizados que han adquirido un alto grado de destreza en escultura hasta poder acometer una obra monumental y plenamente romana.